# Нагорное (Воскресенский район)
Нагорное — деревня в составе Богородского сельсовета Воскресенского района Нижегородской области.

## География
Располагается на правом берегу реки Ветлуги.

## История
В 1961 году указом Президиума Верховного Совета РСФСР деревня Дурашиха переименована в Нагорное.

## Население
| 1999 | 2002 | 2010 |
| ---- | ---- | ---- |
| 34   | ↘28  | ↘20  |